# Kanton Saint-Tropez
Der Kanton Saint-Tropez war bis 2015 ein französischer Wahlkreis im Arrondissement Draguignan, im Département Var und in der Region Provence-Alpes-Côte d’Azur; sein Hauptort war Saint-Tropez. Vertreter im Generalrat des Départements war zuletzt von 2001 bis 2015 Alain Spada (DVD).
Der Kanton Saint-Tropez war 162,62 km² groß und hatte (1999) 19753 Einwohner, was einer Bevölkerungsdichte von 121 Einwohnern pro km² entsprach. Er lag im Mittel 102 Meter über Normalnull, zwischen 0 Meter in Cavalaire-sur-Mer und 529 Meter in La Môle.

## Gemeinden
Der Kanton bestand aus sieben Gemeinden:
| Gemeinde              | Einwohner Jahr | Fläche km² | Bevölkerungsdichte | Code INSEE | Postleitzahl |
| --------------------- | -------------- | ---------- | ------------------ | ---------- | ------------ |
| Cavalaire-sur-Mer     | 7.150 (2013)   | 16,74      | 427 Einw./km²      | 83036      | 83240        |
| La Croix-Valmer       | 3.612 (2013)   | 22,28      | 162 Einw./km²      | 83048      | 83420        |
| Gassin                | 2.739 (2013)   | 24,74      | 111 Einw./km²      | 83065      | 83580        |
| La Môle               | 1.286 (2013)   | 45,28      | 28 Einw./km²       | 83079      | 83310        |
| Ramatuelle            | 2.124 (2013)   | 35,57      | 60 Einw./km²       | 83101      | 83350        |
| Saint-Tropez          | 4.402 (2013)   | 11,18      | 394 Einw./km²      | 83119      | 83990        |
| Rayol-Canadel-sur-Mer | 717 (2013)     | 6,83       | 105 Einw./km²      | 83152      | 83820        |